# Kerfā Kolā
Kerfā Kolā (persiska: كِرفو كُلا, Kerfū Kolā, كرفا كلا) är en ort i Iran.   Den ligger i provinsen Mazandaran, i den norra delen av landet, 140 km nordost om huvudstaden Teheran. Antalet invånare är 338.
Terrängen runt Kerfā Kolā är mycket platt, och sluttar norrut. Runt Kerfā Kolā är det tätbefolkat, med 286 invånare per kvadratkilometer. Närmaste större samhälle är Babol, 11,5 km öster om Kerfā Kolā. Trakten runt Kerfā Kolā består till största delen av jordbruksmark.